# Kim Chun-hwa
Kim Chun-hwa (ur. 14 lipca 1974 w Haeju) – północnokoreańska łyżwiarka szybka, specjalistka short tracku, olimpijka z 1992.
W 1992 roku wystąpiła w biegu na 500 m podczas igrzysk w Albertville; została sklasyfikowana na 19. miejscu.
W 1993 roku wzięła udział w mistrzostwach świata w Pekinie i zajęła w nich 4. miejsce w sztafecie (wspólnie z Li Gyong-hui, Hwang Ok-sil i Ho Jong-hae).
Zdobyła złoty medal w wyścigu na 1500 metrów i brązowy medal w wyścigu na 3000 metrów na zimowej uniwersjadzie w 1991 w Sapporo oraz srebrny medal w wyścigu na 500 metrów na zimowej uniwersjadzie w 1993 w Zakopanem. 